# جمال الدين الحفني
أبو الفضل جمال الدين يوسف بن سالم بن أحمد الحِفني (؟ - 1178هـ/1764م). هو شاعر ونحوي وعالم دين مصريٌ من قرية حِفنَة، من علماء القرن الثاني عشر الهجري، يَعُدُّه مُؤَرِّخو النحو العربي من نحاة مصر وبلاد الشام.

## حياته
ولِدَ يوسف بن سالم بن أحمد المُلَقَّب بجمال الدين والمُكَنَّى بأبي الفضل في قرية حِفنَة أو حِفنَا، وهي إحدى القرى التابعة لمركز بلبيس حالياً ضمن المحافظة الشرقية، ثُمَّ انتقل من مسقط رأسه إلى القاهرة، وتتلمذ هناك في جامع الأزهر وأخذ عن مشائخ وعلماء عصره وأخذ أيضًا عن أخيه محمد. تعمَّق جمال الدين الحنفي في الآداب والشعر والنحو والبلاغة، وألَّف كُتباً وحواشي في هذه المجالات، ونظم شعراً جُمِع في ديوان باسمه. تُوفِّي جمال الدين الحفني في مدينة القاهرة، واختُلِفَ حول تاريخ وفاته، فقيل أنَّه تُوفِّي في سنة 1178 من التقويم الهجري، وقيل أنَّ وفاته كانت في 1176.

## مؤلفاته
تُنسَبُ إليه المؤلفات التالية:
| - «ديوان الحفني» - «حاشية على شرح الأشموني لألفية ابت مالك» (أشهر أعماله، وهو حاشية على شرح الأشموني لألفية ابن مالك، تعقبه الثبان من بعده في شرحه لشرح الأشموني وفنَّد كثيراً من آراء الحفني). - «حاشية على شرح ايساغوجي لزكريا الانصاري» (في المنطق). - «رسالة في القصد والحجامة». | - «حاشية على فتح رب البرية بشرح الخزرجية» (في العروض والقوافي). - «رسالة في معنى لفظي الواحد والاحد». - «حاشية على مختصر السعد التفتازاني» (في البلاغة). - «حاشية على شرح «آداب البحث» للمنلا حنفي». - «شرح على شرح المقدمة الأزهرية في علم العربية» (في النحو). |